# 洪致中
洪致中（홍치중，1667年—1732年），字士能，號北谷。本貫南陽洪氏，朝鮮王朝文臣。

## 生平
1712年，洪致中以北評事的身份前往北方邊境設置柵欄，樹立白頭山定界碑。他指責清朝方面的領土主張存在錯誤，成功使清朝讓步。這件事在《燕行錄》中有詳細記錄，成為後來中朝長白山邊界定界的重要證據。
1719年，肅宗以洪致中為通信正使、黃璿為通信副使，出使日本，祝賀德川吉宗繼任幕府將軍。這也是江戶時代接見的第九次朝鮮通信使。
此後歷任副提學、吏曹參判、工曹參判、都承旨、大司成、大司憲、刑曹判書等職。景宗在位期間，受到少論派的排斥，左遷洪州牧使。英祖在位期間，歷任禮曹判書、兵曹判書、刑曹判書、右議政、左議政、領議政等職，後轉領中樞府事。
1728年，英祖鎮壓李麟佐之亂後，洪致中被錄為奮武原從功臣一等。死後諡號忠簡。